# Менил Велиоски
Менил Велиоски (на македонска литературна норма: Менил Велиоски) е певец от Северна Македония. Той става известен в района на бивша Югославия, след като участва в шоуто „Неки Нови Клинци“, излъчено по телевизионните канали „Първа сръбска телевизия“ и „Телевизия ОБН“. „Неки Нови Клинци“ е телевизионно предаване, в което млади певци на възраст под 16 години се конкурират помежду си, а победителят получава две песни от сръбския лейбъл „Гранд Прадакшън“.

## Биография
Менил Велиоски е роден на 26 април 2001 г. в Лабунища, село в югозападната част на Република Македония. Малко след раждането му семейството му се премества в Нова Горица, Словения, където Велиоски живее и посещава гимназия там.
Велиоски започва своята музикална кариера на шестгодишна възраст, след като баща му купил клавиатура. В свое интервю той казва, че баща му е музикант и е основното му вдъхновение. Велиоски участва през февруари 2016 г. в шоуто „Неки Нови Клинци“ и неговите интерпретации на песните „Нисам Те Понизио“ на Шериф Коневич и „Два Галеба Бела“ на Шабан Шаулич привличат вниманието на много хора от региона на бивша Югославия. Видеото от неговото изпълнение е гледано над милион пъти в YouTube.
В крайна сметка Велиоски стига до последния кръг на състезанието. Вместо жури, победител избират зрителите чрез гласувнане на съответния номер на участника. Менил Велиоски и Джейла Рамович са избрани за двама кандидати на финала но Рамович печели.
На 25 ноември 2016 г. Велиоски издава първия си сингъл „Права Любав“ („Истинска любов“). Видеоклипът надхвърли един милион показвания в YouTube на 18 декември 2016 г. Следващите негови песни „Я Сам Йе Само Волео“ („Аз просто я обичах“), „Драма“ (дует с Теа Таирович) и „Твойе Име Мойе Презиме“ („Твоето име и моята фамилия“) също надхвърлят 1 000 000 гледания в Youtube.
|  | Тази страница частично или изцяло представлява превод на страницата Menil Velioski в Уикипедия на английски. Оригиналният текст, както и този превод, са защитени от Лиценза „Криейтив Комънс – Признание – Споделяне на споделеното“, а за съдържание, създадено преди юни 2009 година – от Лиценза за свободна документация на ГНУ. Прегледайте историята на редакциите на оригиналната страница, както и на преводната страница, за да видите списъка на съавторите. ВАЖНО: Този шаблон се отнася единствено до авторските права върху съдържанието на статията. Добавянето му не отменя изискването да се посочват конкретни източници на твърденията, които да бъдат благонадеждни. |